# Переяславська волость
Переяславська волость — адміністративно-територіальна одиниця Переяславського повіту Полтавської губернії (з 1921 року — Київської губернії) з центром з волосним правлінням у повітовому місті Переяслав.
Станом на 1885 рік складалася з 22 поселень, 25 сільських громад. Населення — 9131 особа (4439 чоловічої статі та 4692 — жіночої), 1637 дворових господарства.
|                     | Площа, десятин | У тому числі орної, дес. |
| ------------------- | -------------- | ------------------------ |
| Сільських громад    | 9716           | 5277                     |
| Приватної власності | 9803           | 3970                     |
| Іншої власності     | 537            | 220                      |
| Загалом             | 20056          | 9467                     |

Поселення волості:
- Андруші — колишнє державне село при затоці Дніпра Станіславі, 138 дворів, 675 мешканців, православна церква, школа.
- Велика Каратуль — колишнє державне та власницьке село при річці Броварка, 309 дворів, 1620 мешканців, православна церква, 3 постоялих двори, кузня, 22 вітряних млини.
- Воскресенське — колишнє власницьке село при річці Каратуль, 100 дворів, 520 мешканців, 3 вітряних млини.
- Козинці — колишнє державне та власницьке село при річці Дніпро, 170 дворів, 850 мешканців, православна церква, вітряний млин.
- В'юнище — колишнє державне та власницьке село при річці Шьюх, 86 дворів, 420 мешканців, православна церква, постоялий двір, маслобійний завод.
- Мала Каратуль — колишнє державне та власницьке село при річці Яненка, 196 дворів; 1062 мешканців, православна церква, 2 постоялих двори, лавка, 15 вітряних млинів.

Старшинами волості були:
- 1900 року — козак Іван Савич Порало[2];
- 1903—1904 роках — козак Іван Ігнатович Катрич[3],[4];
- 1906—1907 роках — селянин Харитон Петрович Левченко[5],[6];
- 1913—1915 роках — Степан Федорович Сулима[7],[8];
- 1916 року — Іван Данилович Яковенко[9].